# راسپوتین (فیلم ۲۰۱۱)
«راسپوتین» (انگلیسی: Rasputin (2011 film)) یک فیلم است که در سال ۲۰۱۰ منتشر شد. از بازیگران آن می‌توان به فرانکو نرو اشاره کرد.